# エルフギフ・オブ・ノーサンプトン
エルフギフ・オブ・ノーサンプトン（英語：Ælfgifu of Northampton, 古ノルド語：Álfífa, 990年ごろ - 1036年以降）は、イングランド王およびデンマーク王クヌーズ大王の最初の妃で、イングランド王ハロルド1世の母。1030年から1035年までノルウェーの摂政をつとめた。

## 生涯

### 生い立ち
エルフギフは、ミッドランズ（マーシア）を拠点とする有力な貴族の家に生まれた。ノーサンブリア南部のエアルドルマンであったエルフヘルムとその妻ウルフルンの娘である。父エルフヘルムはおそらくイングランド王エゼルレッド2世の命により1006年に殺害され、エルフギフの兄弟であるユフェギートとウルフヘアは目を潰された。裕福な貴族でバートン修道院の後援者であったウルフリック・スポットは、エルフヘルムまたはウルフルンの兄弟であった。一家は1013年から1014年にかけてのデンマーク王スヴェン1世によるイングランド侵攻の際に再び疑いを持たれ、より多くの一族が裏切りの罪で起訴され殺害された。エルフギフは、マーシア伯エルフガーの妻エルフギフの親族であったとも考えられている
。

### クヌーズとの結婚
スヴェン1世が侵攻した時、その多くがスカンディナヴィアに起源を持つ北部の人々はすぐさまスヴェン1世に降伏した。スヴェン1世は北部の人々の忠誠を確実なものとするため、息子クヌーズとエルフギフを結婚させた。スヴェン1世はイングランド全土を征服し、王として認められたが、わずか5週間の治世の後、1014年2月に死去した。その後、エゼルレッド2世は軍を送り、クヌーズをデンマークに追いやった。歴史家イアン・ハワードは、クヌーズは妻とまだ赤ん坊であった息子、将来のノルウェー王であるスヴェンを家族と共に残したと考えている。北部の人々はエゼルレッドとの和解を望んだが、エルフギフとその息子をエゼルレッドに引き渡し殺されることを望まなかったため、母子をスヴェン1世の遺体とともにデンマークに送った。そこでエルフギフは再び妊娠し、1015年か1016年にハーラルを出産した。その直後の期間、エルフギフはデンマークのある地域、おそらくバルト海沿岸のデンマーク支配地域に対する権限を与えられていたと考えられている。
エルフギフの2人の息子は、スヴェン1世が北ヨーロッパに築いた帝国で際立った存在となったが、それに反対する声もあった。クヌーズは1016年にイングランドを征服した後に、エゼルレッドの未亡人エマ・オブ・ノーマンディーと結婚した。この頃、キリスト教以外の異教徒の儀式により最初の妻と結婚していた場合、ほとんどの場合において政治的利益のため最初の妻を捨てて別の妻を迎えることができると見なされており、エルフギフとクヌーズの結婚はこれに当てはまっていた。クヌーズの2つの「結婚」の状況と、イングランドとスカンディナヴィアにおけるその社会的背景について、近年ティモシー・ボルトンが考察を行っている。エマとエゼルレッドとの間の息子であるエドワードとアルフレッド、およびエマとクヌーズの間の息子ハーデクヌーズもまた、クヌーズの継承者候補となった。クヌーズの2度目の結婚が最初の妃であるエルフギフの地位にどのように影響したかは正確には不明であるが、エルフギフが離婚されたことを示す証拠は確認されていない。

### ノルウェー摂政（1030年 - 1035年）
1030年にノルウェー王オーラヴ2世がクヌーズに忠実な軍に敗北し戦死した後、クヌーズはエルフギフと長男スヴェンをノルウェー支配のため派遣した。しかし2人の支配は非常に厳しいものであったため、ノルウェー人は反乱を起こした。エルフギフとスヴェンは1034年または1035年にノルウェーから追い出されたが、スヴェンはその直後、おそらく1036年にデンマークで傷がもとで死去した。ノルウェーにおいてエルフギフは古ノルド語でアルフィーファと呼ばれたが、エルフギフらの支配した期間は「アルフィーファの時代」（Álfífuǫld）として歴史に刻まれ、エルフギフが課した厳しい統治と重税で記憶にとどめられた。たとえば、ノルウェーのサガである『Ágrip af Nóregskonungasögum』において、次の詩はエルフギフと同時代のスカルドであるシグヴァト・ソルザルソンの作とされている。
エルフギフの時代
若い男はいつまでも覚えているだろう
彼らが家で牛のえさを食べたときを
そしてヤギのように木の皮を食べたときを

### クヌーズの死後における継承の危機（1035年）
クヌーズは1035年にシャフツベリーにおいて死去した。ダラムのシメオンおよびブレーメンのアダムは、クヌーズは次男ハーラルにイングランド王位を継承させたとしているが、一方でハーデクヌーズの母エマを擁護するために書かれた『Encomium Emmae Reginae』は、クヌーズはハーデクヌーズにイングランド王位を継承させたと主張している。エルフギフは次男ハーラルが次のイングランド王になるべきだとした。エルフギフは（少なくとも）1036年までにはイングランドに戻っていたが、エマの息子ハーデクヌーズはノルウェー王マグヌス1世やスウェーデン王アーヌンド・ヤーコブ率いるスウェーデン軍との戦争のためデンマークに留まっていた。エマの他の息子であるエドワードとアルフレッドはノルマンディーにいた。エルフギフは自身の支援者の助けを受け、息子ハーラルをイングランド王位につけることができた（ハロルド1世）。フランク・ステントンによると、エルフギフはおそらく息子ハロルド1世の治世の少なくとも一部においてイングランドの実質的支配者であったという。
『アングロサクソン年代記』（Voersion C, DおよびE）には、ハロルドとその部下がどのようにウィンチェスターにある国庫に対する権利を強く主張したか書かれているが、ウィンチェスターにはクヌーズが埋葬されており、エマ（アングロサクソン人はエルフギフと呼んでいた）が居を構えていた。
1035年：ここでクヌーズ王が亡くなり、息子のハロルドが王国を継いだ。クヌーズ王は11月12日にシャフツベリーを出発し、ウィンチェスターに運ばれ、そこで埋葬された。そしてエルフギフがそこ（ウィンチェスター）に居を構えた。そしてハロルドは、自分はクヌーズとノーサンプトンのエルフギフの息子だと言ったが、それは真実ではなかった。彼は使いを送り、クヌーズ王が持っていた最高の宝物を彼女からすべて奪った。
ゴドウィン派に対し同情的であることで知られる写本Eは、ハロルドがイングランド王に選出された1037年のオックスフォードでの集会や、エルフギフ家の権力基盤が集中していたテムズ川北部における支援の集まりなど、詳細が多く追加されている。
1036年（1035年に関して）：ここシャフツベリーでクヌーズは死去した。彼はウィンチェスターのオールド・ミンスターに埋葬されている。 [...] そして彼の死後すぐに、オックスフォードで全評議員による会議があり、レオフリック伯とテムズ川北部にあるほとんどすべての従士やロンドンの艦隊の兵は、ハロルドを自身とデンマークにいる彼の異母弟のハーデクヌーズのために全イングランドの摂政として選んだ。これにゴドウィン伯とウェセックスのすべての有力な貴族はできる限り反対したが、これに対し何もできなかった。そして、ハロルドの母エルフギフが息子の傭兵と一緒にウィンチェスターに居を構え、ウェセックス全土をハロルドが支配することが決められた。ゴドウィン伯は彼らの最も忠実な臣下であった。一部の人々はハロルドがクヌート王とエアルドルマン・エルフヘルムの娘エルフギフの息子であると述べたが、多くの人にとってそれはまったく信じられないように思えた。それにもかかわらず、彼は全イングランドの完全な王であった。
1036年、イングランドの世論はハロルドに傾いた。8月までにドイツの宮廷にいるエマの娘グンヒルのもとに、グンヒルの「不幸で非道な義理の母」（すなわちエルフギフ）が盛大な祝宴を催し、グンヒルの兄ハーデクヌーズから王国を奪い、話し合いと贈り物により主要な貴族にハロルドに忠誠を尽くすよう説得しようとしているという報告が届いた。エマを称賛する人々は、エルフギフがさらに重大な不正を行ったとしている。エルフギフはエマの末息子アルフレッドをイングランドに招待する偽の手紙をノルマンディーに送り、アルフレッドの殺害の共犯者となったという。また、『Encomium Emmae Reginae』は、エルフギフの息子ハロルドは実は使用人の息子であるとしている。
エルフギフに関しては、「貴婦人」がエルフギフのことを指す可能性がある記録を除いて1036年以降確認できず、没年は不明である。

## 子女
- スヴェン（1014/5年 - 1035年） - ノルウェー王
- ハーラル（1015/6年 - 1040年） - イングランド王ハロルド1世

### 一次資料
- Anglo-Saxon Chronicle, MSS C, D  and E, ed. D. Dumville and S. Keynes, The Anglo-Saxon Chronicle. A Colloborative Edition. Cambridge, 1983; tr. M.J. Swanton, The Anglo-Saxon Chronicles. 2nd ed. London, 2000.
- Encomium Emmae Reginae, ed. and tr. Alistair Campbell, Encomium Emmae Reginae. Cambridge, 1998.
- Letter of Immo, chaplain at the court of Worms], to Bishop Azeko of Worms, preserved in the Lorsch manuscript, Codex Palatinus Latinus 930 (Vatican Library), ed. W. Bulst, Die ältere Wormser Briefsammlung. MGH Epistolae. Die Briefe der deutschen Kaiserzeit 3. Weimar, 1949. 20–22 (no. 5). Available from the Digital MGH.
- William of Malmesbury, Gesta regum Anglorum, ed. and tr. R.A.B. Mynors, R.M. Thomson and M. Winterbottom, William of Malmesbury. Gesta Regum Anglorum. The History of the English Kings. OMT. 2 vols: vol 1. Oxford, 1998.
- Symeon of Durham, Symeonis Monachi Opera Omnia, ed. T. Arnold, 2 vols. London, 1885.
- John of Worcester, Chronicle (of Chronicles), ed. Benjamin Thorpe, Florentii Wigorniensis monachi chronicon ex chronicis. 2 vols. London, 1848–9.
- Ágrip af Nóregskonungasögum §§ 27, 32, 35, ed. and tr. M.J. Driscoll, Ágrip af Nóregskonungasǫgum. Viking Society for Northern Research Text Series 10. 2nd ed. 2008 (1995). Available online from the Viking Society for Northern Research
- Theodoricus monachus, Historia de Antiquitate Regum Norwagiensium, chapter 21, tr. David and Ian McDougall. The Ancient History of the Norwegian Kings. Viking Society for Northern Research, 1998.
- Legendary Óláfs saga helga, ch. 71
- Morkinskinna, ed. Finnur Jónsson. Morkinskinna. Copenhagen: Samfund til udgivelse af gammel nordisk litteratur, 1932.
- Adam of Bremen, Gesta Hammaburgensis ecclesiae pontificum.
- The Chronicle of Hugh Candidus

### 二次資料
- イングランドのアングロサクソンのプロソポグラフィ（英語版）のÆlfgifu 1。
- イングランドのアングロサクソンのプロソポグラフィ（英語版）のÆlfhelm 17。
- イングランドのアングロサクソンのプロソポグラフィ（英語版）のWulfrun 3。
- イングランドのアングロサクソンのプロソポグラフィ（英語版）のWulfric 52。
- Campbell, M.W. (1971). “Queen Emma and Ælfgifu of Northampton. Canute the Great's women”. Medieval Scandinavia 4:  60–79.
- Rognoni, L. (2004) (Italian). Presenza e azione di Ælfgifu di Northampton, regina madre e reggente nell'Impero del Nord di Canuto il Grande (1013–1040).
- Stafford, Pauline (2004). "Ælfgifu [Ælfgifu of Northampton] (fl. 1006–1036)". Oxford Dictionary of National Biography. Oxford University Press. doi:10.1093/ref:odnb/180. 2015年9月16日閲覧。 (要購読、またはイギリス公立図書館への会員加入)
- Stenton, Frank (1971). Anglo-Saxon England. Oxford: Oxford University Press. ISBN 0-19-280139-2
- Stevenson, W.H. (1913). “An alleged son of King Harold Harefoot”. English Historical Review 28 (109):  112–7.
- Howard, Ian (2008). Harthacnut: The Last Danish King of England. The History Press
- Bolton, Timothy (2007). Ælfgifu of Northampton: Cnut the Great's other woman. Nottingham Medieval Studies LI